# 南正時
南 正時（みなみ まさとき、1946年〈昭和21年〉8月24日- ）は、日本の鉄道写真家・紀行作家。日本旅行記者クラブ会員、日本アニメーション協会会員。ふんどしに関するペンネームは越中 文俊（こしなか ふみとし）。

## 概要
福井県武生町（現越前市）で生まれ、1967年にアニメーション制作会社のAプロダクション（現・シンエイ動画）に入社し、楠部大吉郎社長付アシスタントとして、真田芳房（後のシンエイ動画プロデューサー、あにまる屋創業者）の下に付きながら設定・資料の作成や進行管理業務に従事。同年に愛知県名古屋市にて同人アニメサークル「東海アニメーションサークル」を結成し、1970年の第1回全国アニメーション総会開催にも参加した。東京工芸大学芸術学部アニメーション学科の特別講師に招かれたこともある。
写真家の中村由信の推薦で月刊『フォトコンテスト』に鉄道写真を発表、1971年にフリーカメラマンとして独立した1970年代には子供向け鉄道文庫「ケイブンシャの鉄道大百科シリーズ」を数多く出版し、当時の鉄道少年に多大な影響を与えた。
それらは、1970年代後半〜80年当時のブルートレイン ブームの火付け役とも言え、「大百科シリーズ」を学校へ持って来て交換して読む小学生も多かった。
1970年代～80年代初頭まで、広田尚敬と共に日本で最も有名な鉄道写真家として活躍した。
南も国内外の鉄道に加え、名水、湧水、和服、時代劇などの主題を幅広く扱っている。

## 著書
- 鉄道
  - 1970 - 80年代、勁文社から刊行された『機関車・電車大百科』『鉄道ものしり大百科』『特急・私鉄大百科』『特急・急行大百科』『世界の鉄道大百科』『ジョイフルトレイン大百科』などの監修を行う。
- 名水
  - 『街歩き・里歩きの名水・湧水散歩―水の達人厳選』（2013年）自由国民社 ISBN 442611666X
- 社会風俗
  - 『オジサンの玉手箱―懐かしい戦後の昭和がよみがえる』（2001年）桜桃書房 ISBN 9784756724205
- 褌
  - 越中文俊『男の粋！褌ものがたり』（2000年）心交社 ISBN 978-4883025220
  - 越中文俊『男の粋　和の極み　おっ、ふんどし!? ―新・ふんどし物語』（2008年）心交社 ISBN 9784778104993
  - 越中文俊『褌の旅』（2002年）心交社 ISBN 4-88302-806-2
- アニメ時代
  - 『昭和のアニメ奮闘記　伝説のアニメーターたちが若かりし頃の物語』（2021年）天夢人 ISBN 978-4635822954

## テレビ出演
- 消えた鉄道を歩く 南九州 山野線 栄枯盛衰 (1997年、NHK)